# 周翔 (正统进士)
周翔（1409年—？），字鵬舉，浙江慈谿縣人，民籍。明朝政治人物，同進士出身。

## 生平
正統九年（1444年）甲子科應天府鄉試第八十五名。正統十三年（1448年）戊辰科會試第一百十六名，殿試登第三甲第六十一名同進士。歴官直隸安慶府知府。

## 家族
曾祖父周彥英、祖父周舉仁、父亲周宗惓。